# Univerzita obrany
Univerzita obrany (zkratka UO, podle internetové domény někdy též UNOB) je státní vysoká škola se sídlem v Brně, ve čtvrti Veveří. Je jedinou vojenskou vysokou školou v Česku. Vznikla k 1. září 2004 sloučením tří vysokých škol – Vojenské akademie v Brně, Vysoké vojenské školy pozemního vojska ve Vyškově a Vojenské lékařské akademie Jana Evangelisty Purkyně v Hradci Králové.
Jedná se o státní vysokou školu univerzitního typu, která má na rozdíl od veřejných vysokých škol omezenou samosprávu, není právnickou osobou, ale organizační složkou Ministerstva obrany a práva příslušející jinak ministru školství vůči vysokým školám vykonává ministr obrany. Vojenští i civilní studenti zde mohou studovat bakalářské, magisterské i doktorské studijní programy, v prezenční i kombinované formě.

## Popis
Univerzita obrany vzdělává vojenské profesionály pro potřeby Armády České republiky a civilní odborníky zejména ve prospěch bezpečnostního systému státu, obranného průmyslu a veřejné správy. Studijní programy univerzity jsou zaměřeny do oblasti vojenství a širší sféry bezpečnostního systému státu a představují zcela jedinečné studijní příležitosti vytvářející předpoklady pro odpovídající pracovní uplatnění absolventů.
Univerzita obrany představuje centrum obranného a bezpečnostního výzkumu a vývoje Armády České republiky. V rámci univerzity jsou rozvíjeny vědní obory, které souvisejí zejména s obranným aplikovaným výzkumem, s problematikou ochrany vojsk a obyvatelstva, či s ekonomickými nebo lékařskými obory aplikovanými v oblasti vojenství. Některé z nich se v rámci ČR vyznačují svou jedinečností, jako například vědní obory zabývající se zbraněmi a municí, bojovými vozidly, radiolokací, ochranou obyvatelstva, řízením palebné podpory, válečnou chirurgií, radiobiologií či toxikologií.

## Budovy
Ústředním areálem Univerzity obrany jsou dvě budovy v Kounicově ulici v brněnské čtvrti Veveří. V budově Kounicova 65 (tzv. Rohlík, funkcionalistická budova od Bohuslava Fuchse z let 1936–1937, původně zemské vojenské velitelství a velitelství III. sboru) sídlí rektorát i obě brněnské fakulty, naproti ní se přes ulici nachází budova Kounicova 44 (tzv. Soudní, budova od Oskara Pořísky a Eduarda Žáčka pro krajský (a okresní) soud, projekt 1938, stavba 1948–1950?). Univerzita dále využívá kasárenské areály Jana Babáka, Šumavská (Šumavská 4, původně pěchotní kasárna císaře Františka Josefa z roku 1903) a Černá Pole (třída Generála Píky 2, původně jezdecká kasárna z roku 1927).
Ubytovací zařízení Univerzity obrany zajišťuje Armádní Servisní, příspěvková organizace Ministerstva obrany České republiky. Vojenští studenti jsou ubytováváni na vojenských ubytovnách Chodská 17, Dobrovského 27, Tučkova 23 a třída Generála Píky 2, civilní studenti pouze v objektu Dobrovského 27.

## Fakulty a další součásti univerzity
Univerzita obrany sídlí v Brně, stejně jako většina jejích pracovišť. Součástí univerzity je také školní pluk.
Univerzita má tři fakulty:
- Fakulta vojenského leadershipu
- Fakulta vojenských technologií
- Vojenská lékařská fakulta (sídlí v Hradci Králové)

Součástí univerzity jsou dva vysokoškolské ústavy:
- Ústav ochrany proti zbraním hromadného ničení (sídlí ve Vyškově)
- Ústav zpravodajských studií

Jiná pracoviště univerzity:
- Centrum bezpečnostních a vojensko-strategických studií
- Centrum jazykového vzdělávání
- Centrum tělesné výchovy a sportu
- Výzkumné, expertní a technologické centrum